# Edificio Congress
Edificio Congress  es un edificio histórico ubicado en Miami, Florida.  Edificio Congress se encuentra inscrito  en el Registro Nacional de Lugares Históricos desde el 14 de marzo de 1985.  

## Ubicación
Edificio Congress se encuentra dentro del condado de Miami-Dade.